# Kirikù e gli animali selvaggi
Kirikù e gli animali selvaggi (Kirikou et les bêtes sauvages) è un film d'animazione del 2005 diretto da Michel Ocelot e Bénédicte Galup.
La pellicola è un midquel del film Kirikù e la strega Karabà (1998), nel 2012 viene distribuito un altro midquel, Kirikou et les hommes et les femmes.
Presentato fuori concorso al 58ª edizione del Festival di Cannes, è dedicato ad Alexandra Tholance, addetta stampa dell'associazione europea d'animazione CARTOON, morta il 7 novembre 2004 dopo una lunga battaglia contro il cancro al seno.

## Trama
Il Saggio della Montagna, nonno di Kirikù, si rivolge al pubblico affermando che la vicenda raccontata in Kirikù e la strega Karabà era troppo densa per menzionare tutte le altre avventure capitate a Kirikù prima che egli riuscisse a liberare la strega Karabà dalla spina che le affliggeva il corpo e lo spirito. L'anziano racconta quindi altri quattro episodi avvenuti nel periodo in cui la strega Karabà era ancora nemica del villaggio di Kirikù.

### Prima storia
Dopo aver riacquistato l'accesso all'acqua della fonte grazie a Kirikù, gli abitanti del villaggio la usano per irrigare l'orto; il giorno dopo, tuttavia, scoprono che il terreno è stato devastato, e subito pensano sia colpa della strega Karabà. Dopo che l'orto è stato recintato, quella stessa notte Kirikù e suo zio fanno la guardia e vedono che il colpevole è una iena nera; l'animale attacca e disarma l'uomo, poi insegue Kirikù nella foresta, dove il bambino riesce a mettersi in salvo arrampicandosi su un albero ed a mettere fuori combattimento la iena facendole cadere addosso un alveare. Il mattino seguente, Kirikù rimette insieme i resti dell'alveare e prende con sé del miele, venendo prima punto da un'ape che tocca imprudentemente. Ci si chiede dunque cosa possa aver attirato nell'orto la iena, fatto strano in quanto si tratta di un animale carnivoro; Kirikù trova un piccolo scoiattolo del deserto ferito nascosto nel terreno, che evidentemente era il vero obiettivo della iena. Gli abitanti del villaggio curano lo scoiattolo e poi lo liberano.

### Seconda storia
Gli abitanti del villaggio, non avendo potuto coltivare l'orto, hanno bisogno di raccogliere denaro in altro modo; quando scoprono la presenza di argilla nel terreno che li circonda, su consiglio di Kirikù e di sua madre, decidono di fabbricare ceramiche per poi recarsi a venderle nella città vicina. Durante il lungo e faticoso tragitto, trovano un bufalo dalle corna d'oro legato a un albero e decidono di sistemare le ceramiche sul dorso dell'animale, tutti tranne Kirikù, che teme sia un'imboscata della strega Karabà e preferisce continuare a trasportare i propri vasetti sulla testa. I sospetti di Kirikù si rivelano fondati: non appena si intravedono le porte del villaggio, il bufalo si allontana al galoppo e improvvisamente frena sulla piazza del mercato, e tutte le ceramiche cadono riducendosi in mille pezzi. Gli unici vasi ad essersi salvati sono quelli di Kirikù, che sono molto piccoli, ma grazie alla loro pregevole fattura vengono comunque venduti a ottimi prezzi, al punto da ottenere anche delle altre ordinazioni per ceramiche di molti tipi. La strega, tenuta informata dei fatti dal feticcio sul tetto, inizialmente gioisce quando scopre che il bufalo ha distrutto tutti i vasi come previsto, ma poi si arrabbia quando apprende che Kirikù è riuscito a sventare il suo piano.

### Terza storia
Mentre passeggia ai margini del villaggio, Kirikù rimane incuriosito da delle strane impronte; esse purtroppo sono state lasciate dai feticci di Karabà, che iniziano a inseguirlo. Kirikù trova rifugio sul collo di una giraffa, ma poi non riesce più a scendere e si lascia trasportare dall'animale in lunga passeggiata nella savana e nelle campagne. Il bambino viene debilitato da fame, sete e stanchezza e viene quasi spazzato via da un forte vento misto a pioggia, ma resiste. Quando la giraffa si ferma nei pressi di un fiume per bere, il bambino ne approfitta per scivolare nell'acqua, dove i feticci tentano nuovamente di catturarlo ma finiscono nella corrente e tornano da Karabà a mani vuote; Kirikù, invece, torna al villaggio con un mazzo di fiori per sua madre.

### Quarta storia
Tutte le donne del villaggio assaggiano la birra appena preparata, come è loro tradizione ogni anno. Il giorno successivo tutte le donne si ammalano misteriosamente; su consiglio della madre, Kirikù capovolge la giara della birra per impedire di berla ancora e scopre che sul fondo c'è un fiore velenoso che cresce nel terreno di Karabà. La madre quindi gli spiega che l'unico antidoto è un fiore giallo, anch'esso presente solo vicino alla casa della strega. Dopo essersi consultato con gli altri bambini del villaggio, Kirikù si traveste da feticcio per potersi avvicinare alla casa di Karabà senza essere riconosciuto; dopo aver raccolto una discreta quantità di fiori gialli, anziché andarsene subito, il bambino si ferma sul posto ed osserva Karabà, la quale capisce che il feticcio è un falso. Kirikù quindi fugge inseguito dai feticci, riuscendo a sfuggirgli e costringendoli a riportare indietro il travestimento abbandonato, cosa che fa andare la strega su tutte le furie. Kirikù e i bambini somministrano l'antidoto alle donne del villaggio, che tornano in forze. Quando una bambina chiede a Kirikù perché non sia scappato subito dalla casa di Karabà rischiando di farsi catturare, lui risponde che voleva guardare la donna ancora una volta perché pensa che sia molto bella.

### Pressbook
- (FR) Kirikou et les bêtes sauvages (PDF).